# Ландон (Охајо)
Ландон (енгл. London) град је у америчкој савезној држави Охајо.

## Демографија
По попису из 2010. године број становника је 9.904, што је 1.133 (12,9%) становника више него 2000. године.
| Група             | 2000.         | 2010.         |
| Белци             | 7.861 (89,6%) | 8.729 (88,1%) |
| Афроамериканци    | 595 (6,8%)    | 596 (6,0%)    |
| Азијати           | 37 (0,4%)     | 100 (1,0%)    |
| Хиспаноамериканци | 62 (0,7%)     | 169 (1,7%)    |
| Укупно            | 8.771         | 9.904         |